# Eltel
Eltel AB og datterselskabet Eltel Networks er en svensk virksomhed, der bygger og vedligeholder el- og kommunikationsnetværk. Det gælder vedvarende energi og elektricitetsforsyningsnet samt bredbånd og mobilnetværk. Eltels hovedkvarter er i Stockholm og selskabet er siden 2015 børsnoteret Stockholmsbörsen. Virksomheden satser på Nordeuropa, hvor de vigtigste markeder er Sverige, Danmark, Norge og Finland.
I 2024 havde de 4.550 ansatte og omsatte for 829 mio. euro.

## Danmark
I Danmark er Eltel tilstede igennem datterselskabet Eltel Networks A/S med 460 ansatte. Eltel Networks A/S var tidligere kendt som KE Partner A/S. Siden 2005 har de været en del af Eltel AB.